# Американска змиешийка
Американските змиешийки (Anhinga anhinga) са вид едри птици от семейство Змиешийкови (Anhingidae).

## Разпространение
Разпространени са в тропичните и субтропичните области на Америка, като най-северните и най-южните части на ареала са прелетни, а в останалата част живеят постоянно.

## Описание
Достигат дължина 89 сантиметра с размах на крилете 114 сантиметра и маса 1,22 kg.